# Rejosari (Bojong)
Rejosari is een bestuurslaag in het regentschap Pekalongan van de provincie Midden-Java, Indonesië. Rejosari telt 1750 inwoners (volkstelling 2010).